# Sayulita
Sayulita (del náhuatl: Sayolin ‘Lugar de moscas’) es una pequeña localidad turística localizada en el municipio de Bahía de Banderas en el sur del  estado mexicano de Nayarit, en las costas del océano pacífico.

## Toponimia
De acuerdo con datos recabados gracias al cronista de Sayula, Jalisco, Federico Munguía Cárdenas, se sabe que el nombre de Sayulita fue puesto por el señor Don Lauro González Guerra, quien fuese originario de la misma ciudad. 
La palabra Sayulita sería así el diminutivo de Sayula, que en náhuatl proviene de Tzaulan, que quiere decir lugar donde abundan las moscas. Tzaulan a su vez deriva de Sayolin que es el nombre de este Insecto.

## Historia
En la comunidad de Sayulita sólo habitaban alrededor de 40 personas en pequeñas chozas construidas de palma y alumbradas con lámparas de petróleo que se manufacturaban con hoja de lata. 
Todos los habitantes de la comunidad y de las rancherías vecinas (Pátzcuaro, La Higuera, Los Caomiles, Pantoqui, San Francisco, Lo de Marcos, entre otras) trabajaban en la hacienda de Jaltemba, propiedad de los alumnos de 1 secundaria , donde se extraía el aceite del coco de aceite de la especie Attalea Cohune.
En esta región del sur de Nayarit proliferaban las palmeras de coco de aceite; todos los hombres trabajaban en la recolección de éstos, que eran partidos por mitad con una piedra para extraer el aceite de la nuez. En la época del auge del aceite de coco muchos de los trabajadores murieron a causa de afecciones pulmonares, ocasionadas por la inhalación del polvo que despedía el coco al ser partido.
Cada semana llegaba al pequeño puerto de Sayulita el navío “Salvatierra”, en el que se embarcaba la producción aceitera de la hacienda.
La hacienda fue creciendo, y además de la producción de aceite pronto llegó a ser un importante emporio ganadero que inició el hijo de la señora Camarena, don Santiago.
En el año de 1936, Santiago, hijo de Camarena dona las tierras a los trabajadores del puerto con la intención de que siguieran produciendo. 
La familia Camarena vende todas sus cabezas de ganado y el gobierno expropia las tierras de la hacienda,formando así  el ejido de Sayulita.
En la década de los cuarenta la producción cocotera se redujo considerablemente y los lugareños recurrieron a la agricultura y a la pesca, que hasta nuestros días es variada aunque menos abundante. Se pesca, entre otros: huachinango, pargo, jurel, sierra, mero, ostión, camarón y langosta.
En 1965 se construyó la carretera La Varas-Pto. Vallarta y con ello se inauguró otra actividad importante en la región: el turismo.
Unos años después se inició un proyecto gubernamental de expansión y desarrollo turístico; en Sayulita se empedraron las calles, se construyeron kiosco, plaza pública, mercado, banquetas y demás obras públicas. 
Por otro lado de la historia, los lugareños cuentan que Sayulita se formó hace más de 5000 años por los dioses de las olas, quienes específicamente crearon Sayulita para ser un lugar donde las olas fueran perfectas. Uno de los dioses que según la leyenda creó Sayulita fue el dios de las olas Oz.

## Datos básicos
Sayulita cuenta con una población de 2300 habitantes aproximadamente.

## Turismo
El turismo en Sayulita es, en su mayoría proveniente de los Estados Unidos y Canadá atraídos principalmente por su alto oleaje y paisajes endémicos.

## Fauna
Entre la fauna de este lugar al dar un paseo por la selva podemos encontrar una variedad de fauna muy común de esta región que con poca frecuencia podemos observarlos, muy ocasionalmente nos encontramos estos animales que pueden ser: tejones, armadillos, castores, pumas, jaguares, ocelote, ajolotes silvestres, víbora de cascabel, iguanas, peces águila, peces chapas, ballenas silvestres, chachalacas, jabalíes e incluso ocasionalmente algún venado de la región serrana. 

## Pesca
Entre la pesca que se destaca en este poblado son algunos peces como el dorado, atún, sierra, mahi mahi, wahoo, marlin, guachinango, pargo, juriel, pez sierra, mero o cherna, camarón, langosta y ostion, pez vela, pez gallo, bonita entre otras especies.

## Vida nocturna
La vida nocturna en Sayulita es muy activa. Múltiples fiestas y clubes nocturnos se efectúan cada fin de semana. es una tradición "los martes de Yambak" cada martes en la noche hay fiesta, tragos y cervezas en promoción 2X1 así como música electrónica en el bar "Yambak” con música para bailar.

## Como llegar
Para llegar a Sayulita, tome la carretera federal 200 Tepic-Vallarta y aproximadamente en el "km 125" está el desvío que lo lleva al poblado de Sayulita por una carretera pavimentada. Localizado a 38 km del aeropuerto internacional de Puerto Vallarta puede llegar a Sayulita en transporte público o privado. Para llegar en transporte público desde el aeropuerto es necesario dirigirse hacia el norte por la carretera México 200 y tomar el autobús que tenga en el parabrisas "Sayulita" o "Compostela".